# 尼亚斯语
尼亞斯語（Li Niha）是一種屬於南島語系的語言，使用者大都住在印度尼西亞北蘇門答臘省尼亞斯島和巴圖群島。截至2000年，該語言的使用者人數約有77萬人，但語言學家指出該語言使用人數較少，可能會受到威脅。尼亞斯語以动宾主语序为基本语序，可以細分為五種方言。

## 概況
尼亞斯語是印尼北蘇門答臘省尼亞斯島和巴圖群島島民所說的語言，和尼亞斯島北面锡默卢岛錫古萊族所說的錫古萊語（Sichule）很相似。截至2000年，尼亞斯語的使用者人數大約有77萬人。尼亞斯語有五種方言，其中以北部方言（特別是古農西托利方言）最具權威，尼亞斯島南部和巴圖群島居民使用的南部方言則處於弱勢，在尼亞斯島北部更是如此，其他地區的尼亞斯語使用者通常都認為這種方言低俗。另外還有中部方言、西北部方言和西部方言。
早期部分到尼亞斯島傳教的德國傳教士從事過尼亞斯語研究，其中海恩里赫·松德曼將《聖經》翻譯成尼亞斯文，愛德華·弗里斯（Eduard Fries）則為後來的德國傳教士撰寫尼亞斯語教材。印尼政府亦於1983年出版尼亞斯語的語法書。截至2014年，當地研究尼亞斯語的學者不多，關於尼亞斯語的研究大多由外國人完成。語言學家和移居國外的島民指出，尼亞斯語使用人數不多、研究人數稀少，年輕人不學習尼亞斯語，外來語氾濫的現象也隨處可見，這些因素都對尼亞斯語構成了威脅。

## 音系

### 音位
在尼亞斯語南部方言中出現的音位如下：
|        | 前元音 | 央元音 | 後元音 |
| 閉元音 | i      |        | u      |
| 中元音 | e      | ɤ      | o      |
| 開元音 |        | a      |        |

|        | 唇音 | 唇齒音 | 唇軟顎音 | 齿龈音 | 齒齦後音 | 硬顎音 | 软腭音 | 聲門音 |
| 塞音   | b    |        |          | t d r  |          |        | k ɡ    | ʔ      |
| 塞擦音 |      |        |          |        | tʃ dʒ    |        |        |        |
| 鼻音   | m    |        |          | n      |          |        |        |        |
| 擦音   |      | f v    |          | s      |          |        | x      | h      |
| 近音   |      | ʋ      | w        | l      |          | j      |        |        |
| 颤音   | ʙ    |        |          | r      |          |        |        |        |

### 音節
尼亞斯語只有一種音節，就是結構非常簡單的開音節——所有音節都以元音（而非輔音）收結；尼亞斯語也沒有複輔音和長元音。另外，在大多數情況下，以元音開頭的單詞都以聲門塞音（/ʔ/）開頭。

### 重音
在大多數情況下，尼亞斯語會把重音放在單詞的倒數第二個音節。單詞的後綴會被視為音節的一部份，不過前綴不算。

## 語法
尼亞斯語有名詞、動詞，但沒有形容詞；形容詞的功能由動詞承擔。

### 詞首變化
尼亞斯語的名詞性詞（名詞以及人稱代名詞、指示代名詞、名詞性關係子句等具備名詞功能的論元）會在特定情況下發生詞首變化。只有以下列輔音和元音開首的字詞才會變形：
| 基本形 | 變化形          |
| ------ | --------------- |
| f      | v               |
| t      | d               |
| s      | z               |
| c      | z               |
| k      | g               |
| b      | mb              |
| d      | ndr             |
| 元音   | n＋元音 g＋元音 |

符合下列任何一項條件的尼亞斯語單詞會發生輔音變化：
1. 是不及物動詞的主語或及物動詞的賓語，即通格名／動詞[12]；
2. 是表示所有關係的字詞；
例：在「salawa mbanua」（村長）一詞中，定語「mbanua」是「banua」（村）的變形。
3. 是介詞賓語；
4. 是部分心理動詞的感事或刺激者。
例：在「a-ta'u mba'e nono」（猴子害怕小孩）一句中，「a-ta'u」（害怕）的感事主語「mba'e」（猴子，原形為「ba'e」）和刺激者賓語「nono」（孩子，原形為「ono」）都發生了詞首變化。

元音開頭的詞有「n-」和「g-」兩種變化形，其中以「g-」較為常見，但在這種情況下，詞首變化和語音似乎沒有聯繫。在部分情況下，有關名詞的字義決定了詞首添加的輔音，例如多義詞「öri」可以變形為「nöri」（村落聯盟）或「göri」（手腕、護身符），兩者的意義並不相通。

### 语序
和巴塔克語托巴方言、馬達加斯加語一樣，尼亞斯語也以动宾主语序为基本语序。一般而言，尼亞斯語把名詞放在關係子句和指示代名詞的前面，把屬格名詞放在所有格（代）名詞的後面。

## 書寫系統
尼亞斯語以拉丁字母拼寫。尼亞斯語南部方言輔、元音的拼寫大致上和輔、元音的國際音標一致，但是以下除外：
1. 半閉後不圓唇元音（/ɤ/）拼作「ö」（也有人會在拼寫這個聲母的時候以揚抑符取代分音符）。
2. 聲門閉塞音（/ʔ/）在音節之間以撇號標示，但是在字詞的開首不作標示。
3. 清齒齦顫音（/dr/）拼作「ndr」。
4. 清軟齶擦音（/x/）拼作「kh」。
5. 清顎齦塞擦音（/tʃ/）拼作「c」，清顎齦塞擦音（/dʒ/）拼作「z」。
6. 雙唇顫音（/ʙ/）拼作「mb」。
7. 唇齒近音（/ʋ/）拼作「ß」或「ŵ」。
8. 硬顎近音（/j/）拼作「y」。

## 備註
1. ↑  北部方言沒有這個元音，取而代之的是元音/ŋ/[6][7]。

## 腳註
1. 1 2  Brown 2005，第562頁.
2. 1 2  Lewis, Simons & Fennig 2016.
3. ↑  Manhart 2005，第39, 66頁.
4. ↑  Adam 2014.
5. 1 2 3  Brown 2005，第564頁.
6. 1 2  Brown 2005，第563頁.
7. ↑  柴田 1989，第1527頁.
8. ↑  Danandjaja & Koentjaraningrat 1971，第37-69頁.
9. ↑  Brown 2005，第566頁.
10. ↑  Brown 2005，第567-598頁.
11. ↑  Brown 2005，第567—568頁.
12. ↑  Brown 1997，第398-399頁.
13. ↑  Brown 2005，第567頁.
14. ↑  Brown 1997，第397頁.
15. ↑  Brown 1997，第412頁.
16. ↑  Ingatan 2014，第27-29頁.

## 外部連結
- 尼亞斯語詞語表——南島語言基本詞庫
- 尼亞斯語網上詞典 （页面存档备份，存于）
- 尼亞斯語－印尼語辭典 （页面存档备份，存于）
- 關於尼亞斯語的印尼語文章 （页面存档备份，存于）